# Hans Eiler Pedersen
Hans Eiler Pedersen, född 18 oktober 1890, död 1 december 1971, var en dansk gymnast.
Pedersen tävlade för Danmark vid olympiska sommarspelen 1912 i Stockholm, där han var med och tog silver i lagtävlingen i svenskt system. 